# Voo SilkAir 185
O voo SilkAir 185 era uma rota aérea internacional regular de passageiros operado por um Boeing 737-300 de Jacarta, Indonésia, até Singapura e caiu no rio Musi perto de Palimbão, no sul de Sumatra no dia 19 de dezembro de 1997, matando os 97 passageiros mais 7 tripulantes a bordo.
A causa do acidente foi investigada de forma independente por duas agências em dois países: nos Estados Unidos pelo Conselho Nacional de Segurança nos Transportes (CNST / NTSB - National Transportation Safety Board em inglês), e na Indonésia o National Transportation Safety Commitee (em inglês: NTSC / KNKT - Komite Nasional Keselamatan Transportasi em indonésio). A NTSB, que tinha jurisdição pela fabricação do Boeing nos Estados Unidos, investigou o acidente sob a liderança de Greg Feith. A investigação concluiu que o acidente foi o resultado de uma queda intencional "provavelmente pelo capitão" que sofria problemas financeiros devido a crise financeira asiática e também pelo rebaixamento do cargo de piloto-instrutor para piloto normal como resultado de erros durante um voo ocorrido 6 meses antes do acidente, ou seja, pousou uma aeronave muito rápido e os passageiros passaram mal. A NTSC/KNKT, conduzida pelo professor de engenharia Oetarjo Diran e pelo investigador Santoso Sayogo, foi incapaz de determinar a causa do acidente.
Outro fator potencial que levou ao acidente do 737 foi a unidade de controle de potência (PCU) que controlava o estabilizador vertical do avião. A causa de alguns acidentes de 737 como o Voo USAir 427 e United 585 foram atribuídas a problemas no leme do avião. Ainda que a NTSB e o fabricante da PCU, Parker Hannifin, já determinaram que a unidade trabalha corretamente, e portanto não fora a causa do acidente, uma investigação especial do acidente foi julgada por um tribunal civil em Los Angeles, que não permitiu escutar ou considerar as conclusões da NTSB e da Parker Hannifin, decidiu que o acidente fora causado por uma servo-válvula defeituosa por dentro da PCU, baseando-se em achados legistas com um microscópio eletrônico que determinaram que os pequenos defeitos dentro da PCU causaram o bloqueio do estabilizador vertical e um voo incontrolado que levou ao acidente. O fabricante do controle do leme de direção e as famílias chegaram a um acordo extrajudicial posteriormente.

## Aeronave
A aeronave acidentada era um Boeing 737-300 com número de série 28556, registrado como 9V-TRF e era movido por dois motores CFM56-3B2. Fez o primeiro voo em 27 de janeiro de 1997 e o aparelho foi entregue à SilkAir em 14 de fevereiro do mesmo ano, 10 meses antes do acidente. Na época do desastre aéreo, era a mais nova aeronave da frota da SilkAir e havia acumulado 2.238 horas de voo em 1.306 ciclos. Esta é a primeira e única perda fatal de casco para a companhia aérea.

## Acidente
Com 97 passageiros e 7 tripulantes, o Boeing 737 partiu da pista 25R do Aeroporto Internacional Soekarno-Hatta de Jacarta às 15:37 hora local (05:37 UTC-3; 08:37 UTC) para um voo planejado de 80 minutos para o Aeroporto Changi de Singapura, com o capitão Tsu Way Ming (chinês: 朱卫民; pinyin: Zhū Wèimín), 41, de Singapura, ex-piloto do A-4 Skyhawk, nos controles, junto com o primeiro oficial Duncan Ward, 23, da Nova Zelândia. O clima geralmente bom era esperado para a rota, exceto por algumas tempestades perto da Ilha Singkep, 120 km (75 mi; 65 nmi) ao sul de Singapura.
A aeronave foi liberada para subir ao nível de voo 350 (FL350), cerca de 35.000 pés (11.000 m), e seguir diretamente para Palimbão. Às 15:47:06, enquanto subia 24.500 pés (7.468 m), a tripulação solicitou autorização para prosseguir diretamente para o waypoint PARDI (0°34′S 104°13′E). Às 15:53, a tripulação relatou ter atingido a altitude de cruzeiro do FL350 e foi autorizada a seguir diretamente para PARDI e reportar na través de Palembang. O gravador de voz da cabine (CVR) parou de registrar às 16:05. A série de documentários Mayday argumenta que o capitão Tsu pode ter aproveitado a oportunidade de deixar a cabine de pilotagem para manipular o disjuntor do CVR para desligar o gravador. Às 16h10, os controladores de tráfego aéreo indonésios informaram ao voo que estava sobrevoando Palimbão e instruíram a aeronave a manter o nível de voo 350 e entrar em contato com o Controle de Singapura ao chegar ao waypoint PARDI. O primeiro oficial Ward reconheceu esta chamada. Às 16:11, quase 6 minutos após o CVR ter cessado a gravação, o gravador de dados de voo (FDR) também parou de gravar. Mayday mostra que acredita-se que Tsu tenha inventado uma desculpa para tirar Ward da cabine. Feito isso, o capitão trancou a porta da cabine de pilotagem e impedir o primeiro-oficial de entrar nela antes de desativar o FDR; Supõe-se que Tsu tenha feito isso para garantir que nenhum registro de dados fosse feito do que ele faria a seguir.
O voo 185 permaneceu nivelado no FL350 até iniciar um mergulho rápido e quase vertical por volta das 16h12. Ao descer por 12.000 pés (3.700 m), partes da aeronave, incluindo uma grande parte da cauda, começaram a se separar da fuselagem da aeronave devido a altas forças decorrentes do mergulho quase supersônico. Segundos depois, a aeronave atingiu o rio Musi, perto de Palimbão, Sumatra, matando todas as 104 pessoas a bordo. O tempo que a aeronave levou para mergulhar da altitude de cruzeiro até bater nas águas barrentas do rio foi menos de um minuto. O avião estava viajando mais rápido que a velocidade do som por alguns segundos antes do impacto. Partes dos destroços foram incorporados a 15 pés (4,6 m) no leito do rio.
A aeronave quebrou em pedaços antes do impacto, com os destroços espalhados por uma ampla área, embora a maioria dos destroços estivesse concentrada em uma única área de 60 metros (200 pés) por 80 metros (260 pés) no fundo do rio. Nenhum corpo completo, parte do corpo ou membro foi encontrado, pois toda a aeronave e os passageiros se desintegraram com o impacto. Apenas seis identificações positivas foram obtidas posteriormente a partir dos poucos restos humanos recuperados.

## Passageiros e tripulação
A SilkAir emitiu um comunicado de imprensa em 19 de dezembro de 1997 com uma contagem de passageiros por nacionalidade e outro no dia seguinte com detalhes da tripulação e um manifesto completo de passageiros.
| Nacionalidade        | Passageiros | Tripulação | Total |
| -------------------- | ----------- | ---------- | ----- |
| Singapura            | 40          | 6          | 46    |
| Indonésia            | 23          | 0          | 23    |
| Malásia              | 10          | 0          | 10    |
| Estados Unidos       | 5           | 0          | 5     |
| França               | 5           | 0          | 5     |
| Alemanha             | 4           | 0          | 4     |
| Reino Unido          | 3           | 0          | 3     |
| Japão                | 2           | 0          | 2     |
| Bósnia e Herzegovina | 1           | 0          | 1     |
| Áustria              | 1           | 0          | 1     |
| Índia                | 1           | 0          | 1     |
| Taiwan               | 1           | 0          | 1     |
| Austrália            | 1           | 0          | 1     |
| Nova Zelândia        | 0           | 1          | 1     |
| Total                | 97          | 7          | 104   |

### Vítima notável
Entre os mortos no acidente estava a modelo e escritora de Singapura Bonny Hicks.

## Investigação e relatório final
O acidente foi investigado pelo Comitê Nacional de Segurança no Transporte da Indonésia, que foi assistido por grupos de especialistas dos EUA, Singapura e Austrália.
Cerca de 73% dos destroços foram recuperados, parcialmente reconstruídos e examinados. Ambos os gravadores da aeronave, o CVR e o FDR, foram recuperados do rio e seus dados foram extraídos e analisados.
Os investigadores testaram 20 simulações diferentes para vários cenários de falha de equipamento e descobriram que o único cenário que correspondia à trajetória real do radar da descida e queda do voo era um mergulho íngreme de alta velocidade comandado por um dos pilotos. Além disso, os investigadores encontraram o parafuso de ajuste do estabilizador horizontal, o que revelou que as entradas de voo de um dos pilotos moveram o componente nivelado para uma descida total com o nariz para baixo.
Inicialmente, especulou-se que o primeiro oficial Duncan Ward havia derrubado a aeronave deliberadamente, pois ele era a única pessoa na cabine quando o CVR parou de gravar, mas isso foi rapidamente descartado, pois amigos, familiares e colegas de trabalho de Ward disseram que ele havia não apresentou nenhum sinal de depressão ou suicídio durante sua carreira na SilkAir, e estava de bom humor na manhã do acidente.
Às 16:00, o CVR mostrou que o Capitão Tsu deixou a cabine; cinco minutos depois, o CVR parou de gravar. Os testes indicaram que um clique seria ouvido na gravação do CVR se o disjuntor do gravador tivesse desarmado normalmente, mas não se tivesse sido puxado manualmente. Como não houve clique, o capitão Tsu provavelmente puxou o disjuntor do CVR depois de sair da cabine. Os investigadores do NTSC e do NTSB pensaram que, se o capitão Tsu foi o responsável pelo acidente, ele deve ter inventado alguma desculpa para fazer o primeiro oficial deixar a cabine de pilotagem antes de desativar o FDR (o que teria imediatamente desencadeado um alerta geral no painel de instrumentos em ambos os pilotos), para que as ações não fossem notadas. Vários minutos depois, conforme registrado pelo radar de terra indonésio, a aeronave entrou em uma descida rápida, se desintegrou e caiu no rio Musi.
Em 14 de dezembro de 2000, após três anos de investigação, o NTSC indonésio emitiu seu relatório final. O presidente do conselho indonésio não aceitou as descobertas de seus investigadores - que o acidente foi causado de forma intencional pelo capitão - para que o relatório afirmasse que as evidências eram inconclusivas e que a causa do acidente não poderia ser determinada.
O NTSB dos EUA, que também participou da investigação, concluiu que as evidências eram consistentes de um ato intencional dos controles de voo, provavelmente pelo comandante.
Em uma carta ao NTSC datada de 11 de dezembro de 2000, o NTSB escreveu:

O exame de todas as provas factuais é consistente com as conclusões de que:

1) nenhum mau funcionamento mecânico relacionado ao avião ou falhas causadas ou contribuídas para o acidente, e
2) o acidente pode ser explicado pela ação intencional do piloto. Especificamente,
a) o perfil de voo do avião acidentado é consistente com as entradas de controle de voo de nariz para baixo sustentado;
b) as evidências sugerem que o gravador de voz da cabine (CVR) foi desconectado intencionalmente;
c) a recuperação do avião foi possível, mas não foi tentada;

d) é mais provável que as entradas de controle de voo de nariz para baixo tenham sido feitas pelo comandante do que pelo primeiro oficial.
Geoffrey Thomas, do The Sydney Morning Herald, disse que "um relatório secreto confirmou que as autoridades indonésias não emitiriam um veredicto público porque temiam que isso deixaria seu próprio povo com muito medo de voar". Santoso Sayogo, um dos investigadores do NTSC indonésio que trabalhou no caso SilkAir 185, disse que a opinião do NTSB foi compartilhada por alguns investigadores indonésios, que foram rejeitados por seu chefe.

### Motivos potenciais
Como consequência do acidente, vários motivos potenciais para o suposto suicídio e homicídio do capitão foram sugeridos, incluindo perdas financeiras recentes de US$ 1,2 milhão (sua negociação de ações mostrou negociação de mais de um milhão de ações e seus privilégios de negociação de títulos foram suspensos 10 dias antes do acidente por falta de pagamento), a obtenção de uma apólice de seguro de vida de $ 600.000 na semana anterior, que deveria ter entrado em vigor no dia do acidente (embora mais tarde tenha descoberto que esta era uma apólice de rotina contratada como parte de uma exigência de hipoteca), o recebimento de várias ações disciplinares recentes por parte da companhia aérea (incluindo uma relacionada à manipulação imprópria do disjuntor do CVR) e a perda de quatro companheiros de esquadrão durante seu treinamento de voo militar, 18 anos antes, na data exata do acidente. Ele também teve vários conflitos com Ward e outros copilotos que questionaram sua adequação ao comando. Investigações posteriores revelaram que seus ativos totais eram maiores que seus passivos, embora seus ativos líquidos não pudessem cobrir suas dívidas imediatas; sua renda mensal era inferior às despesas mensais de sua família; e ele tinha algumas dívidas de cartão de crédito pendentes.
Uma investigação oficial da Força Policial de Singapura sobre evidências de ofensa criminal que levou ao acidente não encontrou "nenhuma evidência de que o piloto, copiloto ou qualquer membro da tripulação tivesse tendências suicidas ou um motivo para causar deliberadamente o acidente [da aeronave]".
Tsu era anteriormente um piloto da Força Aérea da República de Singapura e tinha mais de 20 anos de experiência de voo nos antigos T/A-4S Skyhawks, bem como nos novos T/A-4SU Super Skyhawks. Sua última promoção foi piloto instrutor de um esquadrão Skyhawk.

### Desligamento dos gravadores de voz e dados
O CVR e o FDR pararam de gravar minutos antes da descida abrupta, mas não ao mesmo tempo. O CVR parou de funcionar cerca de 6 minutos antes do mergulho, pois o capitão estava saindo da cabine para uma pequena pausa. O FDR foi desativado 5 minutos depois, cerca de 1 minuto antes do mergulho. Testes de sobrecarga e curto-circuito mostram que um tom distinto de 400 Hz é gravado pelo CVR quando o disjuntor do CVR desarma. Os investigadores não conseguiram encontrar esse som no CVR do voo 185, o que os fez concluir que o disjuntor do CVR foi retirado manualmente. O rádio continuou funcionando após a falha do CVR, o que indica que a falha de energia não foi a causa. Investigações subsequentes, incluindo um documentário do National Geographic Channel, revelaram que o gravador de dados havia falhado anteriormente, por períodos que duravam entre 10 segundos e 10 minutos. O teste da unidade pelo NTSC não encontrou nenhuma evidência de que um mau funcionamento ou falha tenha feito com que qualquer gravador parasse de gravar os dados.

### Problema com a servoválvula do leme
A partir de 1991, vários acidentes e incidentes envolvendo o Boeing 737 foram resultado do movimento não comandado de seus lemes. Em 3 de março de 1991, o voo 585 da United Airlines, operado por um 737-200, caiu perto de Colorado Springs, Colorado, matando 25 pessoas. Em 8 de setembro de 1994, o voo 427 da USAir, operado por um 737-300, caiu perto de Pittsburgh, Pensilvânia, matando 132 pessoas. Ocorreram mais quatro incidentes em que se suspeitava de um mau funcionamento da PCU do leme do 737.
O Seattle Times dedicou uma série de 37 artigos a avarias de perda de controle do Boeing 737. O acidente ocorreu em meio a uma polêmica sobre o papel do NTSB em acidentes causados pela unidade de controle do leme.
Durante a investigação do acidente com o voo 427, o NTSB descobriu que a válvula servo dupla da PCU também pode travar e desviar o leme na direção oposta ao comando dos pilotos, devido ao choque térmico, causado quando as PCUs frias são injetadas com fluido hidráulico quente. Como resultado dessa descoberta, a FAA ordenou que as servoválvulas fossem substituídas e um novo protocolo de treinamento para os pilotos lidarem com movimentos inesperados dos controles de voo a serem desenvolvidos. A FAA ordenou uma atualização de todos os sistemas de controle de leme do Boeing 737 até 12 de novembro de 2002.
De acordo com a série de documentários Mayday, o problema do leme foi corrigido antes do início da fabricação da aeronave acidentada. No entanto, a teoria de um mau funcionamento do leme foi investigada com a possibilidade de corrosão e/ou detritos ficarem presos na PCU, e foi refutada.

## Consequências

### Ações judiciais
A SilkAir pagou uma indenização de US$ 10.000 à família de cada vítima, o máximo sob a Convenção de Varsóvia. A Boeing também pagou uma quantia não revelada de compensação. Em 2001, seis famílias que processaram a SilkAir por danos com base na alegação de que o acidente foi causado pelo piloto foram rejeitadas por um juiz da Suprema Corte de Singapura, que decidiu que "o ônus de provar que o voo MI185 foi intencionalmente acidentado não foi dispensado."
Apesar do NTSB e da Parker-Hannifin já terem descartado a possibilidade de falha mecânica como causa do acidente do vôo 185 devido a uma unidade de servoválvula PCU defeituosa (fabricada pela Parker-Hannifin), uma investigação independente e privada reorientou e examinou ainda mais o dispositivo PCU recuperado cujo mau funcionamento foi apontado em outros acidentes repentinos do Boeing 737. Os registros do fabricante relativos a esta unidade em particular revelaram que ela falhou em alguns testes de rotina, mas eles alegaram ter corrigido esses problemas. Um especialista em metais, com o uso de imagens de um microscópio eletrônico de varredura, concluiu que a servoválvula tinha 'chip-outs' e inúmeras rebarbas "que poderiam facilmente ter interferido no bom funcionamento da válvula". Após a conclusão desta investigação, em 2004, um júri da Suprema Corte de Los Angeles nos Estados Unidos, que não foi autorizado a ouvir ou considerar as conclusões do NTSB sobre o acidente, descobriu que o acidente foi causado por uma servoválvula defeituosa no leme do avião. A fabricante de dispositivos hidráulicos da PCU, Parker-Hannifin, foi condenada a pagar US$ 43,6 milhões às três famílias das vítimas envolvidas nesse caso. Depois de ameaçar apelar do veredicto, a Parker-Hannifin posteriormente compensou todas as famílias envolvidas (embora não aceitasse responsabilidade).
O porta-voz da Parker-Hannafin, Lorrie Paul Crum, afirmou que uma lei federal os proibia de usar o relatório final do NTSB como evidência a favor da empresa durante o processo. O advogado que representa os demandantes, Walter Lack, afirmou que a lei apenas desautorizou a conclusão e sugestões do relatório do NTSB, sendo admissíveis declarações de fato. A descoberta e uso de gravações e transcrições da cabine e do veículo de superfície declara: "Nenhuma parte de um relatório do Conselho, relacionada a um acidente ou investigação de um acidente, pode ser admitida como evidência ou usada em uma ação civil por danos resultantes de um acidente assunto mencionado no relatório."

### Memoriais
Um memorial para as vítimas foi erguido no local do enterro, localizado dentro do Jardim Botânico, perto de Palembang. Outro memorial está localizado no Cemitério Choa Chu Kang, em Singapura.

## Na cultura popular

### Documentários
A história do desastre foi destaque na 12ª temporada da série canadense do National Geographic Channel, Mayday (conhecido como Air Emergency nos EUA, Mayday na Irlanda e Air Crash Investigation no Reino Unido e no resto do mundo). O episódio é intitulado "Pushed to The Limit" ("A Caminho de Singapura" no Brasil).
Uma produtora independente de Hong Kong chamada APV em parceria com o mesmo canal de TV por assinatura e com o Fundo de Desenvolvimento Econômico de Singapura fez um documentário de 1 hora intitulado "SilkAir 185: Pilot Suicide?" (no Brasil "Silkair 185: Suicídio ou Falha Mecânica?") detalhando a queda do Boeing 737 e fez entrevistas com investigadores de acidentes aéreos envolvidos no caso, parentes de vítimas do desastre aéreo, e advogados que entraram com a ação em nome das famílias das vítimas também. O documentário apresenta recriações dos eventos que antecederam o acidente, e simulações computadorizadas do acidente em si.

### Música
A música de 2013 do cantor singapuriano JJ Lin "Practice Love" (chinês: 修煉愛情) do álbum Stories Untold (因你而在) é baseada neste acidente, pois um amigo próximo do artista, Xu Chue Fern, faleceu no acidente aéreo.